# 検査対象外軽自動車
検査対象外軽自動車（けんさたいしょうがいけいじどうしゃ）とは、軽自動車のうち自動車検査登録制度の制度外として車検の義務を免除されている車両をいう。2013年（平成25年）時点では主に排気量250 cc以下の普通自動二輪車と250 cc以下のバイクや小型特殊車に牽引される車両として存在する。

## 概要

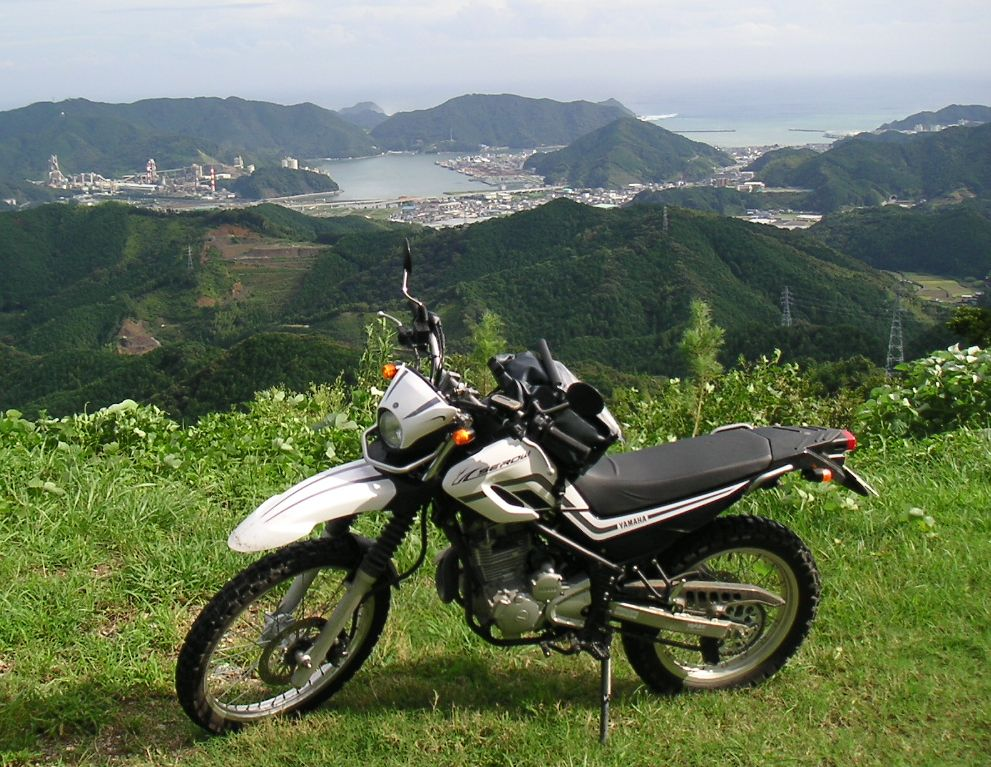
二輪の検査対象外軽自動車の例。ヤマハ・セロー250

道路運送車両法・第二条別表第一において、検査対象外軽自動車は主に長さ3.40 m以下、幅1.48 m以下、高さ2.00 m以下、排気量は二輪車において250 cc以下である車両をいう。
ミニカーも車検を必要としないが、これは道路運送車両法がミニカーを「自動車」ではない「原動機付自転車」としているためで、検査対象外軽自動車には当たらない。

## 沿革
1973年（昭和48年）10月までの沿革は軽自動車の沿革を参照のこと。

## 登録
検査対象外軽自動車のナンバープレートは厳密には車両番号標といい、道路運送車両法第73条において、1973年（昭和48年）まで制度として存在した四輪の検査対象外軽自動車においては前後の見やすい位置、三輪の検査対象軽自動車や被けん引自動車である検査対象軽自動車、二輪車、スノーモービルではその後面の見やすい位置に取り付ける事と規定されている。なお、番号標のサイズは普通自動車や検査対象軽自動車のものより一回り小さい物（いわゆる小板）を取り付ける。
二輪の検査対象外軽自動車においては、
- 「1」あるいは「2」 - 二輪の軽自動車

被けん引車である検査対象外軽自動車においては、
- 「3」 - 被けん引車

主にスノーモービルに代表される特種用途車の検査対象外軽自動車においては、
- 「0」 - 四輪の特種用途

となり、
1974年（昭和49年）12月31日までに届出された軽自動車や検査対象外軽自動車に該当する被けん引車においては、
- 「3」 - 三輪
- 「6」 - 四輪の貨物
- 「8」 - 四輪の乗用

となる。
1973年（昭和48年）10月以降届出の小板の三輪と四輪の軽自動車は検査対象となった。これ以降の新規払い出しの車両分類番号は二桁化され、三輪車は33、四輪貨物は66、四輪乗用は88、四輪特殊は00になった。

## 道路運送車両法における扱い
検査対象外軽自動車のうち、排気量250 cc以下の普通自動二輪車（側車のある場合は、排気量50 ㏄を超え125 ㏄以下の小型自動二輪車を含む）は二輪の軽自動車（軽二輪車）として扱われる。
運輸支局への届出でナンバープレートと「軽自動車届出済証」が交付される。
自動車検査登録制度の対象外であるため車検は必要ないが、新車届出時のみ基本的に重量税を納めなくてはならない。自動車損害賠償責任保険を契約し自賠責ステッカー（保険標章）をナンバープレートに貼り付ければ運行することができる。保険標章は原動機付自転車と同じものを使用するが、無保険車の識別を容易にする為に2011年4月から多色化された。
なお、かつては全ての軽自動車が車検制度の対象外だったが、四輪と三輪は車検対象の「検査対象軽自動車」となったため、残された二輪などは「検査対象外軽自動車」と区別されている。

## 軽二輪車以外の検査対象外軽自動車
主に軽二輪、側車付軽二輪、小型特殊自動車に牽引される車両とスノーモービルが存在する。車両寸法は道路運送車両法・第二条別表第一の寸法に合致し、最大積載量は350 kg以下である事が求められる。
- 軽二輪用の一軸二輪トレーラーも一輪トレーラーも小板で、分類番号が3のナンバープレートが発行される[5]。過去には貨物登録では分類番号6が、特種登録では分類番号0のナンバープレートが発行されたこともあった。
- 以前は大型特殊自動車（中板9ナンバー）であった農耕用車両は、法改正により全車小型特殊自動車扱い（要大特免許の新小型特殊車）となったため、法令上は検査対象外軽トレーラーを牽引することも可能になった。
- 一般的に市販されている軽二輪の重量では、トレーラー側にも制動装置が必須となる。小型特殊自動車で牽引する場合でも、車両単体で時速15 km/h（農耕用自動車においては時速35 km/h）で制動可能なブレーキ性能しかないため、実用に用いる農耕用トレーラーにおいては、制動装置が必須なケースがある。
- 総重量750 kgを超えるトレーラーにおいては、車両に制動装置と駐車ブレーキを備え、運転者がけん引免許を有している事が求められる事は検査対象軽自動車と同様である。
- スノーモービルにおいては二輪車とは排気量の規制値が異なり、250 cc以上においても軽自動車の扱いとなる。分類番号は0のナンバープレートが発行される。